# Университет Орьенте
Университет Орьенте (исп. Universidad de Oriente - Santiago de Cuba) — высшее учебное заведение в городе Сантьяго-де-Куба, один из крупнейших вузов Кубы.

## История
Университет был создан в октябре 1947 года и изначально состоял из трёх факультетов (инженерно-технического, торгово-экономического и гуманитарных наук). 
В 1950е годы было принято решение о строительстве отдельного административного корпуса (который был построен фирмой "Serapio Prats e Hijos" и введён в эксплуатацию в 1956 году).
После победы Кубинской революции началось развитие системы высшего образования. В 1961 году именно здесь был открыт второй в стране медицинский факультет. Позднее на основе инженерно-технического факультета были созданы инженерный факультет и электротехнический факультет, а также математический факультет и архитектурно-строительный факультет.
В 1977 году в составе университета действовали два научно-исследовательских института (по горному делу и по металлургии), семь факультетов (гуманитарный, технологический, медицинский, научный, экономический, сельскохозяйственный, педагогический), университетская библиотека, три филиала (в городах Ольгин, Никаро и Моа) и 16 школ. Общая численность преподавателей составляла 800 человек, студентов - 16 тыс. человек.
В 1984 году в составе университета был создан политехнический институт (начавший функционировать с сентября 1984 года).
В 1997 году в связи с 50-летием университета была выпущена почтовая марка "50 de aniversario de la Universidad de Oriente" номиналом 15 песо.
В 2002 году при университете открыли отделение дистанционного образования.
3 сентября 2015 года в состав университета передали находившийся в городе Сантьяго-де-Куба факультет университета “Manuel Fajardo” (который был включён в состав вуза в качестве отдельного факультета, с этого времени в составе университета Орьенте 12 факультетов).

## Современное состояние
По состоянию на 2008 год, университет входил в число ведущих вузов страны.
Находится в ведении министерства высшего образования Кубы, включает 12 факультетов, два студенческих кампуса, административный корпус, библиотеку и кафетерий.
Периодическим печатным изданием университета является газета "Mambi".